# Alfred Soder
Alfred Soder (* 19. Juli 1880 in Basel; † 26. Januar 1957 ebenda) war ein spätromantischer Schweizer Maler und Radierer, der für seine Exlibris-Radierungen bekannt war.

## Leben
Alfred Soder war ein Sohn des Gerichts-Amtmanns August Soder-Buser (1832–1906) und Spross eines alten Möhliner Geschlechts. Er wuchs in einem Altstadthaus am Nadelberg 19 auf und schloss die Schulzeit mit der Maturität ab. Von 1898 bis 1900 besuchte er die Allgemeine Gewerbeschule Basel wo vor allem Fritz Schider sein wegleitender Lehrer war.
Ab November 1900 studierte er für vier Jahre an der Akademie der Bildenden Künste München. Seine Lehrer waren Ludwig Herterich und Heinrich Zügel. Soder interessierte sich vor allem für die Graphik. 1914 erhielt er an der Bugra in Leipzig den Grossen Preis für angewandte Graphik. Richard Braungart bezeichnete ihn 1920 als «Träumer, Dichter und Phantasten» sowie als «Lyriker, Idylliker und Romantiker». Bis 1940 lehrte er Lithografie an der Allgemeinen Gewerbeschule Basel; wo er als sehr streng galt. Danach widmete er sich mehr dem Aquarellieren und erschuf Stillleben in Öl und Pastell. 
Soder war mit einer Schwester von Jean Jacques Lüscher verheiratet.

## Stil
Soder war von Ludwig Richter beeinflusst und «mit seinen Engeln und Putten, Tieren und Menschen in idyllischer Landschaft ein ausgesprochener Spätromantiker». Othmar Birkner lobte ihn 1970 als «Exlibris-Künstler par excellence», «dessen mehrfarbige Radierungen ‹in ihrer verfeinerten Technik kaum übertroffen› werden». Und gemäss Jules Coulin übertreffen Soders mehrfarbige Radierungen an Zartheit «nicht selten» die Blätter des Jugendstilmalers Heinrich Vogeler.